# علی زلالوف
علی عبدل اوغلو زلالوف (ترکی آذربایجانی: Əli Əbdül oğlu Zülalov; ۱۳ سپتامبر ۱۸۹۳ – ۱۸ فوریهٔ ۱۹۶۳) خواننده اپرا و بازیگر اهل کشور اتحاد جماهیر شوروی (جمهوری آذربایجان کنونی) بود. وی بین سال‌های ۱۹۱۷ تا ۱۹۵۲ میلادی فعالیت می‌کرد.

## جوایز:
وی برندهٔ جوایزی همچون نشان برجسته افتخار شده‌است.